# Мария Деспина Монгольская
Мария Деспина Монгольская (греч. Μαρία Δέσποινα Παλαιολογίνα, перс. دسپنه خاتون‎) — христианская супруга хулагуида Абака-хана (1234—1282), второго ильхана (монгольского правителя Ближнего и Среднего Востока). Увековечена в названии константинопольской церкви, которой покровительствовала.

## Биография
Внебрачная дочь византийского императора Михаила VIII Палеолога. Её мать источники называют Дипловатацина (возможно, она родственница супруги императора, Ватацины), хотя это имя или прозвище иногда используется и в отношении самой Марии. Первый ильхан, Хулагу, изъявил желание породниться с византийским царствующим домом, добавив его представительницу к своим жёнам, и Михаил решил направить к нему Марию.
Мария выехала из Константинополя в 1265 году. Источники называют различных сопровождающих: антиохийского патриарха Евфимия; преподобного Феодосия Виллардуэна, настоятеля монастыря Пантократора; владыку Саргиса, епископа езенкайского, и вардапета Бенера. Однако, прибыв на место, они узнали, что Хулагу скончался. Мария стала одной из жён его сына и наследника Абака-хана. Согласно сообщениям армянских хронистов Киракоса Гандзакеци и Вардана Аревелци, современников событий, Абага-хан сам был крещён: «престол занял в 714 (1265) году Абага-хан; он взял себе в жёны дочь ромейского царя по имени Деспина-хатун. <…>  И, окрестив Абага-хана, дали ему эту девушку в жёны», «Абаха-хану привели жену из Греции, по имени Деспина, дочь царя Ватаца, с приказанием, чтобы Абаха-хан принял крещение и потом взял бы её в жёны. Ходила молва, что он действительно крестился и взял ее во славу Христа». Абага-хан имел много жён (Рашид-ад-Дин перечисляет в общей сложности 10), Мария Деспина (Теспинэ, как называл её Рашид-ад-дин) не была ни старшей из жён, ни главной, ни любимой: «так как он её крайне любил, то поставил выше Мертей и Теспинэ» — писал Рашид-ад-Дин об одной из жён, однако Мария пользовалась уважением мужа и его окружения.

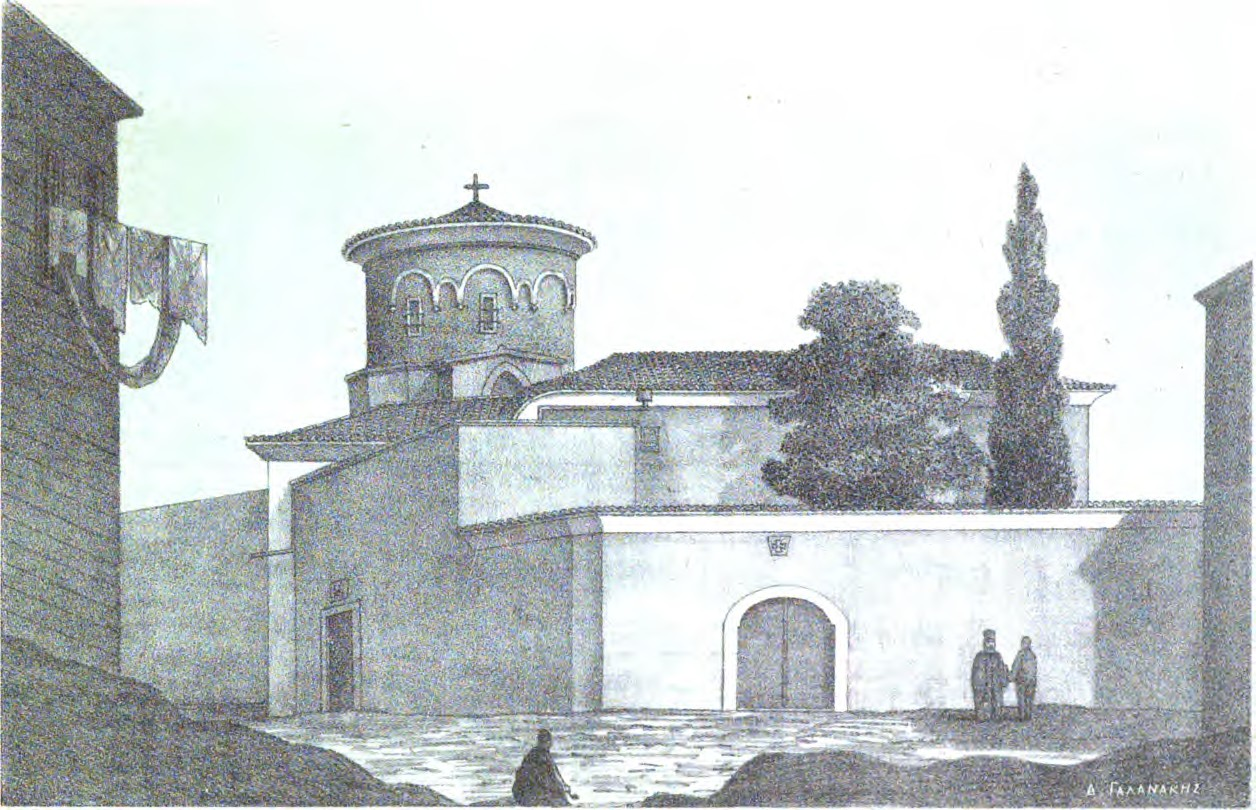
Церковь Марии Монгольской

После того как в 1282 году её супруг, Абага-хан, скончался (возможно, был отравлен своим братом Ахмадом Текудером), Мария вернулась в Константинополь. Вместе с собой Мария привезла в Константинополь свою дочь от Абаки по имени Феодора Арахантлун, которая была выдана замуж за Исаака Палеолога Асеня. Некоторое время спустя она опять упоминается как участница событий, связывавших Византию и монголов. В Анатолии набирали силу бейлики, тесня восточные границы империи и захватывая всё новые и новые территории. Император, неохотно использовавший каталонских и аланских наёмников, пробовал прибегнуть к другому способу борьбы с тюрками. Согласно Пахимеру, ильхан Худабандэ Олджейту (Пахимер называет его Сharmpantane, Миллинген расшифровывает это имя как Чарбанда) пообещал Андронику II 40 000 воинов для противостояния экспансии Османа. Пахимер связывает это с браком ильхана и византийской принцессы. Ещё ранее к Газан-хану (умер в мае 1304 года) был направлен византийский посол с предложением династического союза. Предположительно, этой невестой была Ирина Палеолог, незаконнорождённая дочь Андроника II. Однако есть версия, что этой принцессой была Мария, которая впервые вышла замуж за сорок лет до этого. Мария отправилась в Никею для продолжения переговоров с предполагаемым женихом и приободрения жителей города. Согласно Халилу Иналджику, в Никее Мария должна была заняться организацией брака византийской принцессы с новым монгольским ханом, Олджейту, но этой принцессой была не она. Её презрительное поведение по отношению к Осману I и угрозы привести монгольское войско против него только разозлили его. Осман поторопился захватить крепость Трикоккия до подхода сил монголов и сделал её своей базой для операций против Никеи. Трикоккия была единственной крепостью, которую Осман взял штурмом, а не осадой. Причём единственными приспособлениями, использованными отрядами Османа, были рампы (пандусы). Олджейту отправил не 40 000, а 30 000 человек, как сказано «для отвоевания многочисленных городов, захваченных турками в Вифинии».
Время смерти Марии неизвестно. Предполагается, что она постриглась в монахини с именем Мелания и умерла в монастыре.

## Память

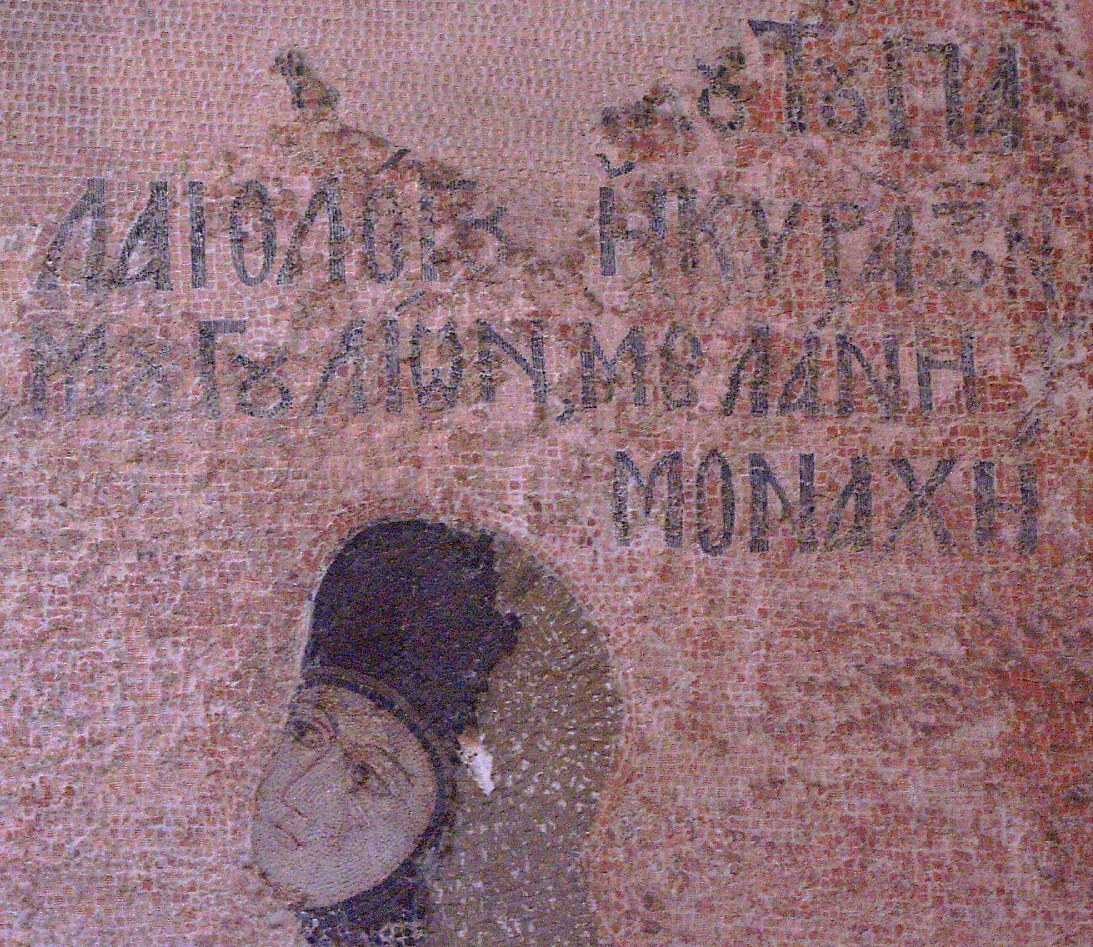
Надпись на мозаике

После возвращения в Константинополь в 1282 году Мария выкупила и расширила монастырь Богородицы Панайотиссы, построив в нём церковь. В честь Марии церковь стала называться Монгольской. Турки называют церковь Kan kilisse (Кровавая церковь). Название напоминает о том, что в 1453 году после падения Константинополя у стен этой церкви происходили жестокие бои.
В музее Кахрие, бывшим ранее и храмом, и мечетью, сохранилась мозаика, изображающая монахиню справа от Иисуса. Надпись сообщает, что это «[Сестра] Андроника Палеолога Госпожа монголов, монахиня Мелане». Изображение Марии было добавлено к более ранней мозаике в 1316—1321 годах в процессе проведения реставрации и расширения храма философом Метохидом. Мария пожертвовала храму Евангелие, вероятно, это и было причиной того, что её изображение появились на стене.
Мануил Фил (около 1275 — около 1345) написал стихотворение с обращением (молитвой) Марии к Богородице:
Я, Мария, истинная Палеолог,
Императрица всей Восточной стороны
Прошу Твоей помощи…